# باشگاه فوتسال دبیری نوین تبریز
باشگاه فوتسال دبیری نوین تبریز یک باشگاه فوتسال ایرانی بود که مقر آن در شهر تبریز واقع بوده‌است.

## نتایج
| فصل       | لیگ     | جایگاه       | توضیح |
| --------- | ------- | ------------ | ----- |
| ۲۰۱۰-۲۰۱۱ | دسته یک | ۵اُم/گروه الف |       |